# Sivapitecinis
Els sivapitecinis (Sivapithecini) són una tribu dels pongins que només inclou dos gèneres fòssils d'animals, els sivapitecs i els gigantopitecs.
Estan estretament emparentats amb els Pongini, que inclouen els orangutans moderns.